# Irène Schweizer
Irène Schweizer (Sciaffusa, 2 giugno 1941 – Zurigo, 16 luglio 2024) è stata una musicista e pianista svizzera.
Considerata la fondatrice del free jazz europeo, si produsse efficacemente anche nell'improvvisazione libera.

## Biografia
Musicista autodidatta, capì precocemente la sua vocazione ascoltando le esibizioni degli artisti nel ristorante del padre. Imparò a suonare il pianoforte a 12 anni, e in seguito le percussioni.
Intorno ai 17 anni scoprì il jazz moderno ed ebbe modo di partecipare a un festival di Zurigo. Suonò il pianoforte in un gruppo da lei fondato col bassista Uli Trepte e il batterista Mani Neumeier, traendo ispirazione dall'ascolto dei musicisti sudafricani all'African Jazz Cafe. Poco dopo si accostò al free jazz di Ornette Coleman e Cecil Taylor. Il gruppo, dopo molte fortunate esibizioni, si sciolse nel 1968; Irène ne fondò allora un altro, il Pierre Favre Trio, composto da lei, Pierre Favre e Peter Kowald. La formazione divenne poi un quartetto, essendosi aggiunto il sassofonista inglese Evan Parker.
Irène Schweizer intraprese la carriera da solista nel 1976.
Fece parte del Feminist Improvising Group dal 1978 con Joëlle Léandre, Lindsay Cooper e Maggie Nicols, rinominato nel 1983 European Women's Improvising Group. All'inizio degli anni '90 fondò un altro trio, Les Diaboliques.
Continuò la sua carriera fino al 2019, quando dette il suo concerto d'addio.
Morì il 16 luglio 2024 in una struttura sanitaria di Zurigo, dopo una lunga malattia, all'età di 83 anni. 

## Discografia

### Album da solista
- Wilde Señoritas (FMP, 1977)
- Hexensabbat (FMP, 1978)
- Piano Solo Vol. 1 (Intakt, 1992)
- Piano Solo Vol. 2 (Intakt, 1992)
- Many and One Direction (Intakt, 1996)
- Chicago Piano Solo (Intakt, 2001)
- First Choice: Piano Solo KKL Luzern (Intakt, 2006)
- To Whom It May Concern: Piano Solo Tonhalle Zürich (Intakt, 2011)